# ユリセル・ラボルデ
ユリセル・ラボルデ（Yurisel Laborde Duanes 1979年8月18日- ）はキューバ出身の柔道選手。階級は78kg級。身長167cm。

## 人物
2001年の世界選手権では決勝で阿武教子に注意で敗れた。2002年のワールドカップ団体戦決勝でも阿武に谷落で敗れた。2003年の世界選手権でも決勝で阿武に指導で敗れた。2004年アテネオリンピックでは3回戦で中国の劉霞に小内巻込で敗れるも、その後3位決定戦でフランスのセリーヌ・ルブランに袖釣込腰で一本勝ちして3位となった。2005年の世界選手権では決勝で中澤さえに大外刈で一本勝ちして優勝を果たした。2007年の世界選手権決勝では中澤に指導1でリードされていたものの、終了間際に大外返で一本勝ちして2連覇を達成した。2008年5月には、マイアミで開催されたパンナム選手権に出場して優勝した直後にアメリカへ亡命して、8月の北京オリンピックに出場することはなかった。

## 主な戦績
- 1998年 - 世界ジュニア　3位(70kg級)
- 2001年 -ハンガリー国際　優勝
- 2001年 - 世界選手権　2位
- 2001年 - パンナム選手権　優勝
- 2002年 - ワールドカップ団体戦　2位
- 2002年 - パンナム選手権　優勝
- 2003年 -パンアメリカン競技大会　2位
- 2003年 - 世界選手権　2位
- 2003年 - 福岡国際　2位
- 2004年 - フランス国際　3位
- 2004年 - アテネオリンピック　3位
- 2005年 -オーストリア国際　優勝
- 2005年 - ドイツ国際　優勝
- 2005年 - 世界選手権　優勝
- 2006年 - フランス国際　2位
- 2006年 - ハンガリー国際　2位
- 2006年 - パンナム選手権　3位
- 2006年 - ワールドカップ団体戦　2位
- 2007年 - ベルギー国際　優勝
- 2007年 - フランス国際　3位
- 2007年 -  オーストリア国際　優勝
- 2007年 - ドイツ国際　3位
- 2007年 - パンナム選手権　2位
- 2007年 - パンアメリカン競技大会　2位
- 2007年 - 世界選手権　優勝
- 2007年 - プレオリンピック大会　団体戦　2位
- 2008年 - ベルギー国際　優勝
- 2008年 -　ハンガリー国際　優勝
- 2008年 - ポーランド国際　2位
- 2008年 - パンナム選手権　優勝